# Late Night Stars of Poker
Late Night Stars of Poker is een Nederlands televisieprogramma op RTL 5. In het programma nemen twee professionele pokerspelers, twee BN-ers en twee internet qualifiers het tegen elkaar op tijdens een gezellig avondje poker bij Sander Foppele thuis. Het commentaar is in handen van Marc de Hond en Arthur van der Meeren. Het programma wordt sinds 22 november 2008 uitgezonden. Late Night Stars of Poker heeft geen vaste uitzendtijd. En ook heeft het programma een verschillende speelduur.